# Bobenheim am Berg
Bobenheim am Berg est une municipalité allemande située dans le land de Rhénanie-Palatinat et l'arrondissement de Bad Dürkheim.

## Source
- (de) Cet article est partiellement ou en totalité issu de l’article de Wikipédia en allemand intitulé « Bobenheim am Berg » (voir la liste des auteurs).